# Plåstrets pirat-tv
Plåstrets pirat-tv är en finlandssvensk julkalender i Yle från 1994 regisserad av Stefan Jansson efter manus av Set Erdman och Stefan Jansson med Mischa Hietanen i huvudrollen som handdockan Plåstret.

## Handling
Plåstret är en råtta som sänder pirat-tv hemma hos familjen Jernberg. Barnen i familjen är med på noterna medan föräldrarna mest är irriterade på råttan.

## Rollista
- Mischa Hietanen – Plåstret
- Mitja Siren – Rickhard Jernberg
- Mirjam Heir – Louise Jernberg
- Dick Idman – Karl-Olof Jernberg
- Ylva Ekblad – Riitta Jernberg

### Webbkällor
- ”Plåstrets pirat-tv och julkalender”. svenska.yle.fi. https://svenska.yle.fi/a/7-885293. Läst 18 september 2022.